# نعمان عمر
نعمان عمر (1991-) لاعب شطرنج فارسي من الإمارات العربية المتحدة المتحدة. حاز على لقب أستاذ دولي من الاتحاد الدولي للشطرنج عام 2012.

## مسيرته في الشطرنج
كان نعمان عمر ممثل دولة الإمارات العربية المتحدة في عدد من أولمبياد الشطرنج، بما في ذلك عام 2010 (حيث سجل 6.5/11 على اللوحة الثالثة)، 2012 (3/8 على اللوحة الثانية)، 2014 (6/11 على اللوحة الثانية)، 2016 (5.5/11 على اللوحة الثانية)، و 2018 (6/10 على اللوحة الأولى).
تأهل لكأس العالم للشطرنج 2021، حيث هزمه مصطفى يلماز بنتيجة 1.5-1.5 في الجولة الأولى.

## روابط خارجية
- نعمان عمر على موقع الاتحاد الدولي للشطرنج (الإنجليزية)
- نعمان عمر على موقع مباريات الشطرنج (الإنجليزية)
- نعمان عمر على موقع 365Chess.com (الإنجليزية)
- نعمان عمر على موقع Chesstempo.com (الإنجليزية)
- نعمان عمر سجل أولمبياد الشطرنج على موقع OlimpBase.org (الإنجليزية)